# 대베를린
대베를린(Groß-Berlin)은 1920년에 확장된 베를린을 의미하며, 당시 확장된 시역은 1970년대에 일부 시역 조정을 거친 후 현재까지도 유지되고 있다.

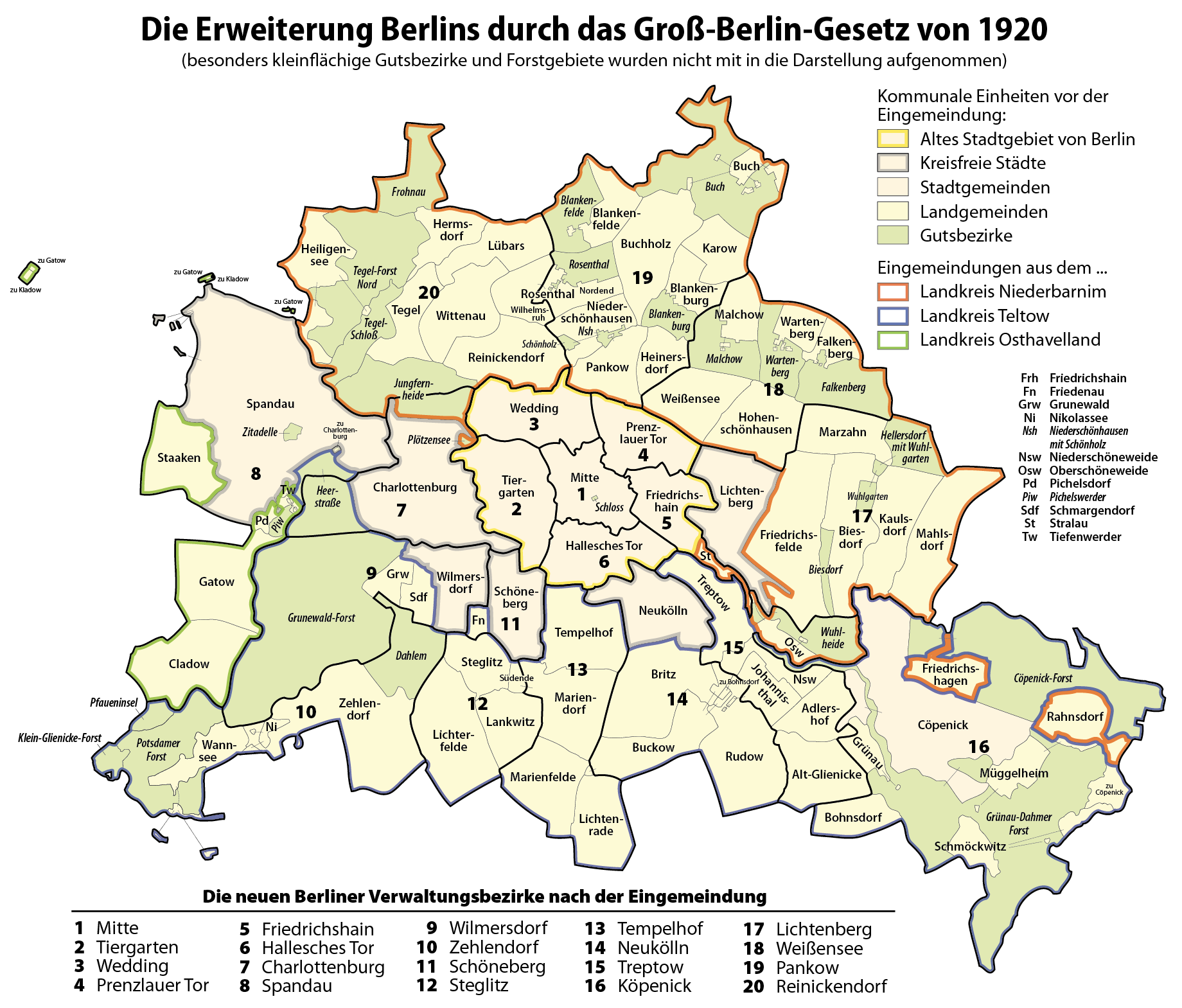
대베를린법을 통한 베를린 확장

1871년부터 2018년까지의 베를린 인구 변화. 시역 편입을 통한 인구 증가를 볼 수 있다.

19세기 산업 혁명 시기에 베를린은 기반 시설과 도시 계획 없이 난개발되었으며, 이 문제를 해결하기 위해서 1862년 광역권을 일괄적으로 개발하기 위한 호브레흐트 안(Hobrecht-Plan)이 실행되었다. 1912년 당시 베를린 시역으로는 면적이 부족했다고 판단했기 때문에 시역을 878 km² 규모로 확대하고, 지역간 재정적 및 사회적 불균형을 조정하기 위한 추가적인 계획이 제안되었다.
1920년 10월 1일 베를린 대확장을 통한 대베를린이 실행되었다. 당시의 인구는 380만 명, 면적은 878 km²였다. 당시의 지자체 중 인구 수 기준 런던 다음, 면적 기준 로스앤젤레스 다음으로 넓었다. 베를린의 인구 수는 대확장 이후에도 확장 당시의 1/6가량 증가하여 1942년의 인구는 약 450만 명이었다. 제2차 세계 대전 종전 이후로 인구 수는 280만 명으로 줄었으나 전쟁이 끝나면서 340만 명으로 다시 늘어났다. 1990년대 소폭 하락한 후 21세기 초 베를린 인구 수는 다시 350만 명(2015년 기준)으로 늘어났다. 2020년대에는 1920년대 당시 인구 수에 도달할 것이라는 예측이 있다. 대베를린으로 확장된 면적은 독일의 분단, 정치적인 변화, 행정 구역 개편을 거치면서도 크게 변하지 않았고, 일부 경계가 조정된 후에 현재의 891.68 km²가 되었다.

## 대베를린으로의 개발

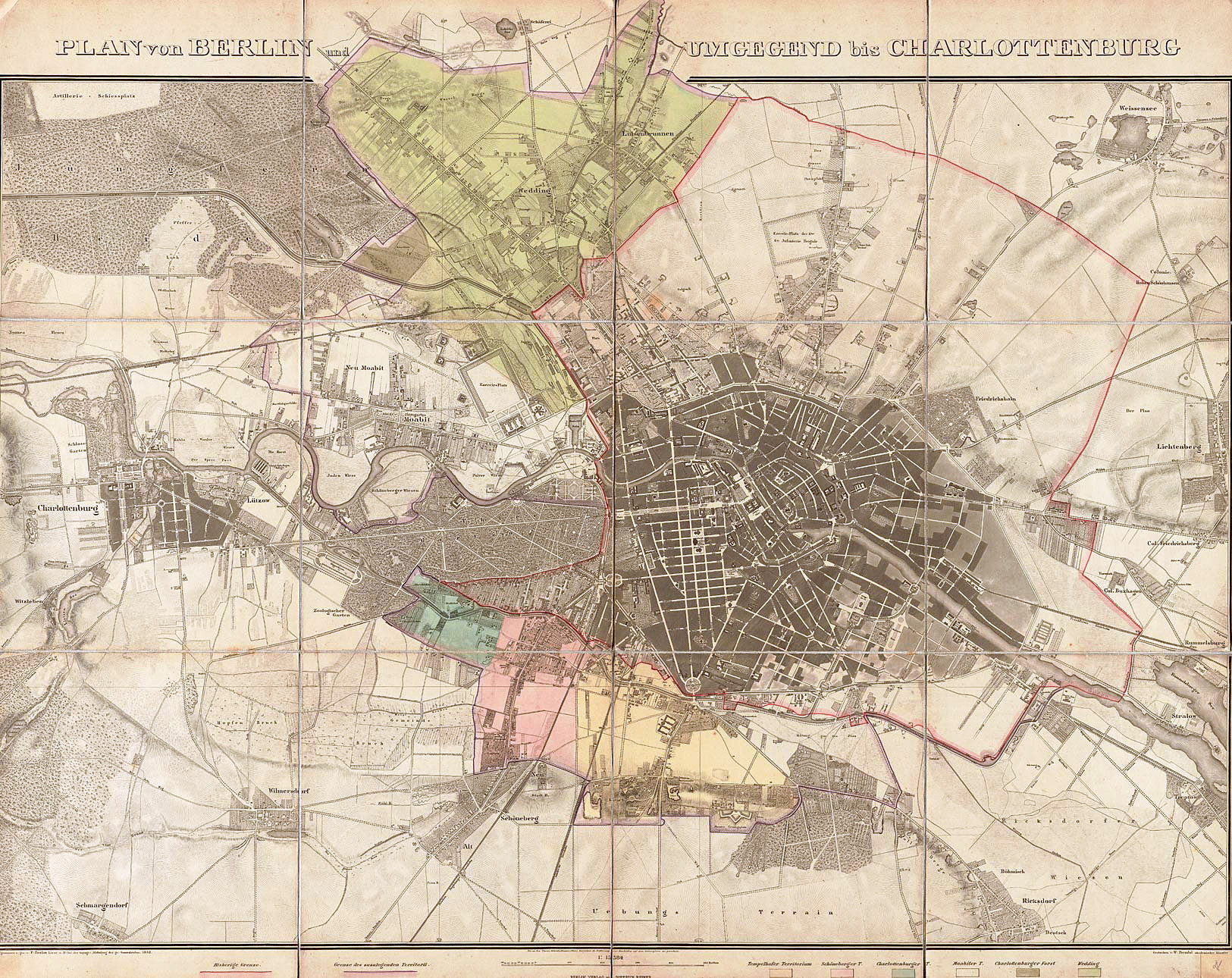
1861년 영토 확장 지도

산업 혁명이 시작되고, 특히 1871년 독일 제국 건국 이후 베를린이 고도로 산업화되면서 인구가 계속 증가했다. 당시 농업 용도로 사용된 프로이센의 수도와 독일 제국의 수도권의 빈 땅을 주거지 및 산업용지로 사용하려는 시도가 늘어났다.
이미 1820년경부터 베를린 시역을 당시의 근교 지역이었던 모아비트, 베딩, 티어가르텐과 남부의 경작지였던 쇠네베르크와 템펠호프로 확장하는 안이 논의되었다. 도시와 근교지의 이해 관계자는 단기적인 이익에만 관심이 있었다. 니더바르님군은 모아비트와 베딩 지역의 높은 사회적 지출 때문에 재정적인 문제로 베를린 편입을 찬성했고, 텔토군은 쇠네베르크와 템펠호프 지역에서 거둬 들이는 세금 수입의 중요성 때문에 베를린 편입에 반대했다. 베를린 시의회에서는 경제적으로 가난한 노동자 지구인 모아비트와 베딩의 편입을 반대했으나, 부유층 지구인 쇠네베르크와 템펠호프의 편입에는 큰 관심을 보였다. 약 40년간 지역 정치권에서 성과 없는 논의만 지속되다가, 1860년 1월 28일 왕실 내각의 결정으로 인해서 이듬해 1월 1일에 모든 지역을 베를린으로 편입하기로 했다.
도시와 교외의 상충되는 이해 관계를 조정하기 위해서 당시 베를린 시장 아르투어 욘손 호브레흐트(Arthur Johnson Hobrecht)는 1875년 베를린, 샤를로텐부르크, 슈판다우, 쾨페니크시 및 텔토, 니더바르님군을 통합하여 새로운 베를린주(Provinz Berlin)을 설립할 것을 제안했다. 군 지역의 이해 관계를 위해서 베를린은 편입 과정에서 빠지기로 결정했다. 그러나 이 계획은 편입 당사자들이 반대했다. 프로이센 정부는 당시 핵심 지역이었던 브란덴부르크에서 수도권이 분리되는 것에 대해서 관심이 없었다.
1890년대 이후 조율되지 않은 도시 및 교통 계획과 공통된 사회적 문제에 대한 불공평한 자금 조달에 대한 논의가 다시 증가했다. 부유한 남부 및 서부 교외 지역은 사회적 지출이 적었기 때문에 이득을 볼 수 있었고 세금을 감면할 수 있었지만, 중심 도시 지역과 동부 교외 지역은 상황이 그와 반대되었다.
알트베를린 동쪽에는 리히텐베르크, 프리드리히스베르크, 루멜스부르크, 프리드리히스펠데, 트레프토군이 생겼고, 일부는 리히텐베르크와 같은 독립시 건설을 열망하기도 했다. 1900년부터 1902년 사이에 수많은 지자체 지위 변경과 베를린으로의 조기 편입 제안과 요청이 있었다. 그러나 이들 지역이 독립하려면 원래 소속된 군에 독립으로 인한 세수 감소를 보상해야 한다는 문제가 있었다. 1902년 6월 베를린시와 군 지역 정치인들이 기본적인 합의를 이뤘다. 그러나 전체 과정은 더 오래 걸릴 수도 있었다.
1906년 1월 건설부 장관(Regierungsbaumeister) 에마누엘 하이만(Emanuel Heimann), 건축가 알베르트 호프만(Albert Hofmann), 건축 감독관(Baurat) 테오도어 괴케(Theodor Goecke)는 최초의 통합된 기본 계획안을 베를린 건축가 협의회(Verinigung Berliner Architekten)의 아이디어 공모에 제출했다. 한편 또 다른 베를린 건축가 협회(Architektenverein zu Berlin)와 협력하여 비밀 건축 감독관 오토 마르히(Otto March)의 지휘 하에 대베를린 건축가 위원회(Architekten-Ausschuß Groß-Berlin)를 설립했다. 1907년 통일된 개발 계획과 기본적인 지침을 다루는 "대베를린 도시 개발 계획 제안"을 제출했고, 1908년부터 1909년 12월까지 베를린 개발을 위한 국제적인 공모전을 개최했다. 공모전 마감 직전에 샤를로텐부르크 소재 베를린 예술대학교에서 1910년 5월부터 6월까지 공모안 전시회를 열기로 결정했다. 당시 전시된 개발안은 고가철도건설사(Hochbahngesellschaft) 및 헤르만 얀센스(Hermann Jansens), 요제프 브릭스(Josef Brix), 펠릭스 겐츠머(Felix Genzmer)의 안(1등과 2등)과 브루노 뫼링(Bruno Möhring), 루돌프 에버슈타트(Rudolph Everstadt), 리하르트 페터센(Richard Petersen)의 안(3등)이었다.
1911년 7월 1일 법을 통해서 대베를린협회(Zweckverband Groß-Berlin)가 설립되었다. 협회의 주된 목적은 통합 과정에서 발생하는 문제 조정이지만, 다른 목적은 프로이센과 독일 제국 정치에서 "붉은" 베를린이 더 확대되지 않는 것이었다. 그러나 협회에는 구속력이 없었기 때문에 법적인 목적을 수행할 수 없었다. 지자체간 사회적인 차이는 또 다른 문제를 낳았고 대베를린협회는 이 문제를 균형적으로 조정할 권한이 없었다.
20세기 초반에 천천히 증가하던 인구는 1912년에 최고점인 210만명에 도달했다.
제1차 세계 대전과 독일 11월 혁명의 결과로 독일 제국이 붕괴된 이후에야 정치적으로 대베를린 설립을 추진할 수 있었다. 협회가 이룬 성과로 베를린 교외 지역의 광대한 산림을 보존할 수 있었다. 1915년에 체결된 영구 산림 계약(Dauerwaldvertrag)은 오늘날까지도 그 효력이 유지되고 있다.

## 대베를린법
1920년 4월 27일 통과된 새로운 도시 베를린의 설립에 대한 법률(Gesetz über Bildung einer neuen Stadtgemeinde Berlin), 줄여서 대베를린법(Groß-Berlin-Gesetz)을 통해서 베를린이 확장되었다. 당시 베를린 시장은 아돌프 베르무트(Adolf Wermuth)였다.
1920년 4월 27일 프로이센 주의회 투표에서  사민당, 독립사민당, 민주당의 일부는 찬성에 투표했고, 국가인민당, 인민당, 중앙당은 반대에 투표했다. 최종 투표 결과는 찬성 164표, 반대 148표, 기권 5표였으며, 1920년 10월 1일에 법안이 시행되었다. 법안 시행 결과로 과거 군급시였던 리히텐베르크, 쇠네베르크, 빌머스도르프, 샤를로텐부르크, 노이쾰른, 슈판다우와 군 지역이었던 니더바르님, 오스트하펠란트, 텔토 및 시 지역이었던 쾨페니크, 농촌 지구(Landgemeinde) 59곳과 경작 지구(Gutsbezirk) 27곳이 통합되었다.
확장 이전의 베를린 인구는 190만 명이었으나 확장 결과로 190만 명이 더 추가되었고, 도시 지역 7곳의 인구는 120만 명이었다. 도시 면적도 66 km²에서 878 km²로 증가했다. 면적 기준으로는 로스앤젤레스 다음으로 컸고, 인구 수 기준으로는 런던(730만) 및 뉴욕(560만) 다음으로 세계에서 세 번째로 큰 도시였다.
베를린의 도시 지역은 1881년에 브란덴부르크에서 분리된 후 프로이센 자유주 내에서 주와 유사한 기능을 하는 자체적인 행정 구역이 되었다. 대베를린은 개별적인 번호가 있는 20개의 구로 구성된다.
- 과거 베를린 시역(알트베를린) 지역에서 6개 구가 설립되었다.
- 통합된 지자체에서 14개 구가 설립되었으며, 인구가 가장 큰 행정 구역을 따라서 명명되었다.

| 지역                            | 종류(번호)        | 구             | 구 번호 |
| ------------------------------- | ----------------- | -------------- | ------- |
| Berlin-Mitte                    | Stadtgemeinde (1) | Mitte          | 1       |
| Berlin-Tiergarten               | Stadtgemeinde (1) | Tiergarten     | 2       |
| Berlin-Wedding                  | Stadtgemeinde (1) | Wedding        | 3       |
| Berlin-Prenzlauer Tor           | Stadtgemeinde (1) | Prenzlauer Tor | 4       |
| Berlin-Friedrichshain           | Stadtgemeinde (1) | Friedrichshain | 5       |
| Berlin-Hallesches Tor           | Stadtgemeinde (1) | Hallesches Tor | 6       |
| Charlottenburg                  | Stadtgemeinde (2) | Charlottenburg | 7       |
| Cöpenick                        | Stadtgemeinde (3) | Cöpenick       | 16      |
| Berlin-Lichtenberg              | Stadtgemeinde (4) | Lichtenberg    | 17      |
| Neukölln                        | Stadtgemeinde (5) | Neukölln       | 14      |
| Berlin-Schöneberg               | Stadtgemeinde (6) | Schöneberg     | 11      |
| Spandau                         | Stadtgemeinde (7) | Spandau        | 8       |
| Berlin-Wilmersdorf              | Stadtgemeinde (8) | Wilmersdorf    | 9       |
| Adlershof                       | Landgemeinde (01) | Treptow        | 15      |
| Alt-Glienicke                   | Landgemeinde (02) | Treptow        | 15      |
| Biesdorf                        | Landgemeinde (03) | Lichtenberg    | 17      |
| Blankenburg                     | Landgemeinde (04) | Pankow         | 19      |
| Blankenfelde                    | Landgemeinde (05) | Pankow         | 19      |
| Bohnsdorf                       | Landgemeinde (06) | Cöpenick       | 16      |
| Berlin-Britz                    | Landgemeinde (07) | Neukölln       | 14      |
| Buch                            | Landgemeinde (08) | Pankow         | 19      |
| Berlin-Buchholz                 | Landgemeinde (09) | Pankow         | 19      |
| Buckow-Ost                      | Landgemeinde (10) | Neukölln       | 14      |
| Buckow-West                     | Landgemeinde (10) | Tempelhof      | 13      |
| Cladow                          | Landgemeinde (11) | Spandau        | 8       |
| Falkenberg                      | Landgemeinde (12) | Weißensee      | 18      |
| Berlin-Friedenau                | Landgemeinde (13) | Schöneberg     | 11      |
| Berlin-Friedrichsfelde          | Landgemeinde (14) | Lichtenberg    | 17      |
| Friedrichshagen                 | Landgemeinde (15) | Cöpenick       | 16      |
| Gatow                           | Landgemeinde (16) | Spandau        | 8       |
| Grünau                          | Landgemeinde (17) | Cöpenick       | 16      |
| Berlin-Grunewald                | Landgemeinde (18) | Wilmersdorf    | 9       |
| Heiligensee                     | Landgemeinde (19) | Reinickendorf  | 20      |
| Berlin-Heinersdorf              | Landgemeinde (20) | Pankow         | 19      |
| Hermsdorf bei Berlin            | Landgemeinde (21) | Reinickendorf  | 20      |
| Berlin-Hohenschönhausen         | Landgemeinde (22) | Weißensee      | 18      |
| Berlin-Johannisthal             | Landgemeinde (23) | Treptow        | 15      |
| Karow                           | Landgemeinde (24) | Pankow         | 19      |
| Kaulsdorf                       | Landgemeinde (25) | Lichtenberg    | 17      |
| Berlin-Lankwitz                 | Landgemeinde (26) | Steglitz       | 12      |
| Lichtenrade                     | Landgemeinde (27) | Tempelhof      | 13      |
| Berlin-Lichterfelde             | Landgemeinde (28) | Steglitz       | 12      |
| Lübars                          | Landgemeinde (29) | Reinickendorf  | 20      |
| Mahlsdorf                       | Landgemeinde (30) | Lichtenberg    | 17      |
| Malchow                         | Landgemeinde (31) | Weißensee      | 18      |
| Berlin-Mariendorf               | Landgemeinde (32) | Tempelhof      | 13      |
| Berlin-Mariendorf-Südende       | Landgemeinde (32) | Steglitz       | 12      |
| Berlin-Marienfelde              | Landgemeinde (33) | Tempelhof      | 13      |
| Marzahn                         | Landgemeinde (34) | Lichtenberg    | 17      |
| Müggelheim                      | Landgemeinde (35) | Cöpenick       | 16      |
| Berlin-Niederschöneweide        | Landgemeinde (36) | Treptow        | 15      |
| Berlin-Niederschönhausen        | Landgemeinde (37) | Pankow         | 19      |
| Nikolassee                      | Landgemeinde (38) | Zehlendorf     | 10      |
| Berlin-Oberschöneweide          | Landgemeinde (39) | Treptow        | 15      |
| Berlin-Pankow                   | Landgemeinde (40) | Pankow         | 19      |
| Pichelsdorf                     | Landgemeinde (41) | Spandau        | 8       |
| Rahnsdorf                       | Landgemeinde (42) | Cöpenick       | 16      |
| Berlin-Reinickendorf            | Landgemeinde (43) | Reinickendorf  | 20      |
| Berlin-Rosenthal-Ost            | Landgemeinde (44) | Pankow         | 19      |
| Berlin-Rosenthal-West           | Landgemeinde (44) | Reinickendorf  | 20      |
| Rudow                           | Landgemeinde (45) | Neukölln       | 14      |
| Berlin-Schmargendorf            | Landgemeinde (46) | Wilmersdorf    | 9       |
| Schmöckwitz                     | Landgemeinde (47) | Cöpenick       | 16      |
| Staaken                         | Landgemeinde (48) | Spandau        | 8       |
| Berlin-Steglitz                 | Landgemeinde (49) | Steglitz       | 12      |
| Berlin-Stralau                  | Landgemeinde (50) | Friedrichshain | 5       |
| Berlin-Tegel                    | Landgemeinde (51) | Reinickendorf  | 20      |
| Berlin-Tempelhof                | Landgemeinde (52) | Tempelhof      | 13      |
| Tiefwerder                      | Landgemeinde (53) | Spandau        | 8       |
| Berlin-Treptow                  | Landgemeinde (54) | Treptow        | 15      |
| Wannsee                         | Landgemeinde (55) | Zehlendorf     | 10      |
| Wartenberg                      | Landgemeinde (56) | Weißensee      | 18      |
| Berlin-Weißensee                | Landgemeinde (57) | Weißensee      | 18      |
| Berlin-Wittenau                 | Landgemeinde (58) | Reinickendorf  | 20      |
| Zehlendorf                      | Landgemeinde (59) | Zehlendorf     | 10      |
| Berlin-Schloß                   | Gutsbezirk (01)   | Mitte          | 1       |
| Biesdorf                        | Gutsbezirk (02)   | Lichtenberg    | 17      |
| Blankenburg                     | Gutsbezirk (03)   | Pankow         | 19      |
| Blankenfelde                    | Gutsbezirk (04)   | Pankow         | 19      |
| Buch                            | Gutsbezirk (05)   | Pankow         | 19      |
| Cöpenick-Forst                  | Gutsbezirk (06)   | Cöpenick       | 16      |
| Berlin-Dahlem                   | Gutsbezirk (07)   | Zehlendorf     | 10      |
| Falkenberg                      | Gutsbezirk (08)   | Weißensee      | 18      |
| Frohnau                         | Gutsbezirk (09)   | Reinickendorf  | 20      |
| Grünau-Dahmer Forst             | Gutsbezirk (10)   | Cöpenick       | 16      |
| Grunewald-Forst                 | Gutsbezirk (11)   | Wilmersdorf    | 9       |
| Heerstraße-Ost                  | Gutsbezirk (12)   | Charlottenburg | 7       |
| Heerstraße-West                 | Gutsbezirk (12)   | Spandau        | 8       |
| Hellersdorf mit Wuhlgarten      | Gutsbezirk (13)   | Lichtenberg    | 17      |
| Klein-Glienicke-Forst           | Gutsbezirk (14)   | Zehlendorf     | 10      |
| Malchow                         | Gutsbezirk (15)   | Weißensee      | 18      |
| Niederschönhausen mit Schönholz | Gutsbezirk (16)   | Pankow         | 19      |
| Pfaueninsel                     | Gutsbezirk (17)   | Zehlendorf     | 10      |
| Pichelswerder                   | Gutsbezirk (18)   | Spandau        | 8       |
| Plötzensee                      | Gutsbezirk (19)   | Charlottenburg | 7       |
| Potsdamer Forst                 | Gutsbezirk (20)   | Zehlendorf     | 10      |
| Berlin-Rosenthal                | Gutsbezirk (21)   | Pankow         | 19      |
| Spandau-Zitadelle               | Gutsbezirk (22)   | Spandau        | 8       |
| Jungfernheide-Nord              | Gutsbezirk (23)   | Reinickendorf  | 20      |
| Jungfernheide-Süd               | Gutsbezirk (23)   | Charlottenburg | 7       |
| Tegel-Forst-Nord                | Gutsbezirk (24)   | Reinickendorf  | 20      |
| Tegel-Schloß                    | Gutsbezirk (25)   | Reinickendorf  | 20      |
| Wartenberg                      | Gutsbezirk (26)   | Weißensee      | 18      |
| Wuhlheide                       | Gutsbezirk (27)   | Treptow        | 15      |
| Düppel                          | Gutsbezirk        | Zehlendorf     | 10      |

비고
1. ↑  과거의 베를린시는 6개 구역으로 형성됨
2. ↑  1921년 프렌츨라워 토어(Prenzlauer Tor)에서 프렌츨라워 베르크(Prenzlauer Berg)로 개칭됨
3. ↑  1921년 할레셰스 토어(Hallesches Tor)에서 크로이츠베르크(Kreuzberg)로 개칭됨
4. ↑  과거의 부코군이 분할되어 동부는 노이쾰른구에 편입됨
5. ↑  과거의 부코군이 분할되어 서부는 템펠호프구에 편입됨
6. ↑  마리엔도르프군의 일부가 쥐트엔데(Südende)로 분할되고 남은 영역은 템펠호프구에 편입됨
7. ↑  마리엔도르프군의 일부가 쥐트엔데(Südende)로 분할되고 분할된 영역은 슈테글리츠구에 편입됨
8. ↑  로젠탈군이 분할되어 동부는 팡코구에 편입됨
9. ↑  로젠탈군이 분할되어 서부는 라이니켄도르프구에 편입됨
10. ↑  경작 지구 헤어슈트라세가 분할되어 동부는 샤를로텐부르크구에 편입됨
11. ↑  경작 지구 헤어슈트라세가 분할되어 서부는 슈판다우구에 편입됨
12. ↑  경작 지구 융페른하이데가 분할되어 북부는 라이니켄도르프구에 편입됨
13. ↑  경작 지구 융페른하이데가 분할되어 남부는 샤를로텐부르크구에 편입됨
14. ↑  경작 지구 뒤펠은 1928년에 베를린에 편입되어 첼렌도르프구에 편입됨

행정 구역 경계를 설정할 때 "부르주아"구와 "프롤레타리아"구가 균형을 이루도록 했다. 또한 법에서는 통합된 도시 계획과 건설 계획을 규정하고 있었다. 이를 통해서 1920년대에 베를린이 세계적인 대도시로 성장할 수 있었다.
이 법은 1990년 독일 통일 조약의 시행령에도 베를린 연방주의 범위와 경계를 정의하는 데 언급되어 있기 때문에 오늘날에도 법적인 효력이 있다.

## "대베를린"이라는 명칭의 추가 사용
통합 이후 대베를린이라는 명칭은 일상적으로는 사용되지 않았지만 행정적으로는 계속 사용되었다. 1949년 5월 23일부터 시행된 독일연방공화국 기본법에도 포함되어 있었으며, 1990년 독일 통일로 폐지된 23조에서는 법적으로는 전체 베를린을 서독의 영토로 간주했지만 실질적으로는 서베를린만이 포함되었다. 한편 동베를린 행정부는 1977년까지 Magistrat von Groß-Berlin으로 불렸고, 국가보안부는 동독의 14개 구 이외에도 대베를린 부서(Verwaltung für Staatssicherheit Groß Berlin)가 있었다. 1950년 제정된 베를린 헌법에서는 도시와 주의 이름을 단순히 베를린으로만 불렀다. 대베를린이라는 용어는 "과거의 대베를린 지역"으로만 언급되었다.

## 1920년 이후의 변화

### 시계
베를린 시계는 1920년대의 시계와 거의 비슷하지만 이후에 다양한 변경이 있었다.
- 1928년: 뒤펠이 베를린에 통합되었다.
- 1945년: 독일을 점령한 영국과 소련이 서부 교외지의 영토를 교환했다. 서슈타켄은 소련령으로, 가토 비행장과 그로스글리니케의 동부는 영국령 슈판다우구로 편입되었다.
- 1972년: 서베를린과 동독간의 첫 번째 영토 교환. 슈타인슈튀켄(Steinstüken) 접근 회랑, 작은 월경지 정리, 기타 작은 경계 조정이 있었다.
- 1988년: 서베를린과 동독간의 두 번째 영토 교환. 나머지 작은 월경지 정리 및 연결, 기타 작은 경계 조정이 있었다.
- 1990년: 독일 통일 조약으로 여러 경계가 수정되었다. 1945년 서슈타켄 분할은 취소되어 베를린에 다시 편입되었고, 가토 비행장과 그로스글리니케의 동부는 여전히 베를린에 남게 되었다. 헬러스도르프와 마르찬 지구에서 당시의 시계를 넘어서 개발된 회노와 아렌스펠데 지역이 편입되었다.[17]

### 구계와 구 이름
- 1921년: 프렌츨라워 토어(Prenzlauer Tor)구가 프렌츨라워 베르크(Prenzlauer Berg)구, 할레셰스 토어(Hallesches Tor)구가 크로이츠베르크(Kreuzberg)구로 개명되었다.
- 1933년: 프리드리히스하인구가 호르스트베셀슈타트(Horst-Wessel-Stadt)로 개명되었다. 1936년에는 호르스트베셀구가 되었다.
- 1938년: 거의 모든 구계가 직선화되었다.
- 1945년: 호르스트베셀구가 프리드리히스하인구로 복구되었다.
- 1972년 첫 번째 지역 교환: 포츠담역 등 일부 지역에서의 동서베를린간 경계가 수정되었다.
- 1979년: 리히텐베르크구와 바이센제구 일부에서 마르찬구가 분리되었다.
- 1985년: 바이센제구 일부가 호엔쇤하우젠구로 분리되었다. 그와 동시에 팡코구 일부가 바이센제구로 편입되었다.
- 1986년: 마르찬구 일부가 헬러스도르프구로 분리되었다.
- 1988년 두 번째 지역 교환: 르네드라이에크 및 로뮐렌교 등지에서 동서베를린간 경계가 추가로 수정되었다.
- 2001년 행정구역 개편: 기존 23개 구가 12개 구로 축소되었다.[17]

### 시계의 기능 변경
역사적인 시기에 베를린 시계는 서로 다른 기능을 수행했다.
- 1920년-1945년: 프로이센의 주와 베를린간의 경계
- 1945년-1990년: 소련 점령 지구(1949년 이후 동독)과 4개국 점령 지구 베를린간의 경계. 대베를린법에 규정된 구계는 국가별 점령 구역(얄타 회담, 포츠담 회담으로 결정)간의 경계가 되었다.
- 1949년-1990년: 서베를린 경계는 동독의 국경이기도 했고 베를린 봉쇄 이후 철의 장막의 일부였다.
- 1952년-1990년: 동베를린의 경계는 동독의 포츠담구와 프랑크푸르트구와의 경계였다.
- 1961년-1990년: 서베를린 경계는 베를린 장벽의 일부였다.
- 1990년 이후: 통일 조약에 베를린과 브란덴부르크간의 경계로 명시되었다.

### 도로명
여러 도심지가 병합되면서 흔한 지명에서 따온 도로명인 Dorfstraße(마을길), Hauptstraße(큰길), Bahnhofstraße(기차역길)가 같은 시내에서 여러 번 중복되었다. 1931년부터 1938년 사이를 비롯한 1930년대에는 이러한 도로명을 지역 특성을 더 잘 반영하는 이름으로 변경하려는 시도가 있었다. 여러 Dorfstraße 또는 Hauptstraße는 Alt-+지역명으로 대체되었다. 1938년에는 도로명이 나치즘을 따르는 호엔촐레른가의 사람 이름으로 명명되기도 했다. 1950년에는 여러 기존 도로명이 다시 변경되었다. 동베를린에서는 1951년 "나치, 군국주의, 기타 시대에 맞지 않는 도로명" 약 150개가 변경되었다.
도로명 변경은 행정 조치가 필요하기 때문에 2010년대에도 Birkenallee(자작나무대로) 5개, Birkenstraße 5개, Akazienallee(아카시아대로) 3개, Akazienstraße 2개, Eichenstraße(참나무대로) 4개, Kastanienallee 7개가 여전히 있다. Bahnhofstraße 30개 중 2개는 행정구역 편입 당시에 이름이 바뀌었고, 나머지 20여개는 시간이 지나면서 이름이 바뀌었다. 그러나 2014년 기준으로 여전히 Bahnhofstraße는 9개 있다(알트호엔쇤하우젠, 블랑켄부르크, 블랑켄펠데, 프란최지시 부흐홀츠, 카로, 쾨페니크, 리히텐라데, 리히터펠데, 쇠네베르크).
서베를린과 동베를린으로 분단된 시기에는 각각 행정부에서 도로명을 독립적으로 관리했다. 그 예로 바이센제구에 새 도로를 건설하면서 Hansastraße라는 이름을 붙였으나, 이는 이미 대베를린 시행 당시 라이니켄도르프구에도 20세기 초부터 존재했다.
독일 통일 이후 베를린 전체 도로명은 베를린시에서 관리하고 있지만, 각각 구는 독립적으로 도로명을 할당할 권한이 있다. 중복되는 도로명을 방지하기 위해서 베를린 도로법에서는 행정 조치로 도로명을 강제 전용할 수 있다. 새 도로명을 배정하려는 구에서는 배정하려고 하는 도로명이 베를린의 다른 구나 사유지에 존재하지 않는지 여부를 확인할 책임이 있다.

## 같이 보기
- 베를린의 역사
- 대함부르크법(Groß-Hamburg-Gesetz)

## 오디오
- Adolf Stock: 100 Jahre Groß-Berlin – Wie Berlin zur drittgrößten Stadt der Welt wurde, Deutschlandfunk Kultur, 2020.

## 참고 문헌
- Theodor Koehn: Der Verband Groß-Berlin. Vortrag im Architekten-Verein zu Berlin, 20. Februar 1911. Carl Heymanns, Berlin 1911.
- Kurt Pomplun: 50 Jahre „Groß-Berlin“. Ein Rückblick auf die Eingemeindungen seit 1861 mit dem Wortlaut des Berlin-Gesetzes von 1920. (= Berliner Forum, Band 4/70). Berlin 1970.
- Rudolf Reinhardt: Die schwere Geburt von Groß-Berlin. Möllers Vorbild für eine Regionalstadt Frankfurt / Viele Widersacher drinnen und draußen. In: Frankfurter Allgemeine Zeitung, 27. Februar 1971, S. 35.
- Andreas Splanemann: Wie vor 70 Jahren Groß-Berlin entstand. (= Berliner Forum. Band 3/90). Berlin 1990.
- Stefan Krappweis: Entwicklungsachse Berlin – Sperenberg. Regionale Siedlungspotentiale. Diplomarbeit, Technische Universität Berlin, Institut für Stadt- und Regionalplanung, 1992.
- Karte Die neuen Berliner Bezirke und die Geschichte des Berliner Stadtgebiets. Edition Gauglitz, 2000.
- Herbert Schwenk: Es hing am seidenen Faden. Berlin wird Groß-Berlin. In: Berlinische Monatsschrift (Luisenstädtischer Bildungsverein). Heft 6, 2000, ISSN 0944-5560, S. 4 (luise-berlin.de).
- Wolfgang Ribbe (Hrsg.): Geschichte Berlins. 2 Bände (Berlin 1987). 3., erweiterte und aktualisierte Auflage, Berlin 2002 (Veröffentlichungen der Historischen Kommission zu Berlin, Standardwerk anlässlich des 750-Jahre-Jubiläums).
- Harald Bodenschatz, Klaus Brake (Hrsg.): 100 Jahre Groß-Berlin. Wohnungsfrage und Stadtentwicklung. Lukas Verlag, Berlin 2017.
- Markus Tubbesing: Der Wettbewerb Groß-Berlin 1910. Die Entstehung einer modernen Disziplin Städtebau. Verlag Ernst Wasmuth, Tübingen/Berlin 2017.